# 勝利の限界点
勝利の限界点（しょうりのげんかいてん）とは戦争や方面作戦において得られる戦果が最大となる時点を言う。

## 概要
戦争・方面作戦において、物的にも心的に戦力が優勢である場合は作戦・戦闘において勝利を収め、戦果を得ることができる。勝利によって戦力の優勢は相対的にますます拡大していき、戦果は逓増する。しかしこの一連の流れはある時点において限界に達し、それ以降は逓減していく。
この逓減する直前の限界に達した時点がカール・フォン・クラウゼヴィッツの『戦争論』において「勝利の限界点」と定義されており、この時点で攻勢から防勢に転換することが戦争指導・方面作戦計画において極めて重要であることを指摘している。もし勝利の限界点を超えてしまえば、それまで恐怖と無気力で戦意を喪失した敵は、大規模かつ国民的な反撃に出るため、それまで獲得した戦果を失う危険があるためである。